# Xanca menuda front-rogenca
La xanca menuda front-rogenca (Grallaricula ochraceifrons) és una espècie d'ocell de la família dels gral·làrids (Grallariidae).

## Hàbitat i distribució
Habita el sotabosc de la selva pluvial dels Andes del nord del Perú.